# Marcus Eriksson
Marcus Per Eriksson (Upsala, Suecia, 5 de diciembre de 1993) es un jugador de baloncesto internacional sueco que actualmente se encuentra sin equipo tras abandonar la disciplina del ALBA Berlín.

## Trayectoria deportiva

### Profesional
En 2010, hizo la pretemporada con el equipo ACB del Bàsquet Manresa, siendo una de las firmes promesas del baloncesto europeo.
En 2011, se convirtió en el MVP del Torneo Junior de L’Hospitalet. En ese mismo año firmó por el FC Barcelona, jugando en el equipo filial las dos siguientes temporadas.
Tras su paso por el club azulgrana, regresó a las filas del Bàsquet Manresa, donde jugó en la temporada 2013-14.
Una nota característica del jugador es que en diciembre de 2010 y de visita en su ciudad natal Upsala (Suecia), jugando con amigos en un pabellón de básquet, tiró 81 triples en cinco minutos, de los cuales, metió 78 (52 consecutivos).
El 25 de junio de 2015, fue seleccionado en la posición número 50 del Draft de la NBA de 2015 por los Atlanta Hawks.
El 1 de julio de 2017 se hace oficial la desvinculación de Eriksson del club azulgrana, a pesar de quedarle un año más de contrato. En 11 de julio ficha por el Herbalife Gran Canaria.
Tras dos temporadas en el equipo insular, en julio de 2019 ejerce la cláusula por la cual se desvinculaba del club canario.